# (1925) Franklin-Adams
(1925) Franklin-Adams es un asteroide perteneciente al cinturón de asteroides descubierto por Hendrik van Gent el 9 de septiembre de 1934 desde la estación meridional de Leiden en Johannesburgo, República Sudaficana.

## Designación y nombre
Franklin-Adams recibió inicialmente la designación de 1934 RY.
Más adelante se nombró en honor del astrónomo aficionado británico John Franklin-Adams (1843-1912).

## Características orbitales
Franklin-Adams está situado a una distancia media de 2,551 ua del Sol, pudiendo acercarse hasta 2,099 ua y alejarse hasta 3,003 ua. Su inclinación orbital es 7,733° y la excentricidad 0,1772. Emplea 1488 días en completar una órbita alrededor del Sol.